# 川崎歴史ガイド
1. 川崎市文化財団による同市内の歴史文化遺産の保存および紹介にかかる活動。本稿で詳説。
2. 川崎歴史ガイド協会。川崎大師観光案内センターの運営など観光名所の案内活動などをしている特定非営利活動法人。

川崎歴史ガイド（かわさきれきしガイド）は、財団法人川崎市文化財団が川崎市内の歴史文化遺産の調査・記録と紹介のために実施している歴史文化事業である。

## 概要
同財団が、川崎市内の名所・旧跡を調査・選定し、各名所・旧跡について概要や経緯等を記した歴史ガイドパネルを当地に設置するとともに、コース毎にまとめたパンフレットを発刊、頒布している。
それらの資料は市内の名所・旧跡の存在とその経緯等を記録するとともに、それらを調査する際の参考資料として、また観光案内などとして利用されている。
なお、パンフレットは川崎市市民ミュージアムや市内の一部書店などで、各100 - 220円程度で頒布されている。

## 選定されているコースおよび名所旧跡と関連項目
発行順、各コース内はコースガイドが設定されている番号順。
なお、下記にはガイドパネルの無い箇所も含まれ、また総合案内板やパンフレットに記載の番号と一致しない場合がある。

### 大山街道
「おおやまかいどう」、1982年（昭和57年）設定。
ルート総合案内は二子新地駅前に設置されている。
1. 二子の渡し
2. 二子神社と岡本かの子の碑 - 二子
3. 大貫家の人々 - 岡本かの子、岡本太郎
4. 光明寺と二子学舎
5. 蔵造りの店
6. 江戸時代からの薬屋
7. 二子・溝口
8. 民権運動と上田家
9. 陶芸家浜田庄司の家
10. 溝口・二子宿の問屋跡
11. 二ヶ領用水と大石橋
12. 国木田独歩と亀屋
13. 溝口神社と簡易水道
14. 宗隆寺と御会式
15. 蘭方医太田家と種痘
16. 庚申塔と大山道標
17. ねもじり坂
18. 笹の原の子育て地蔵

関連項目
- 大山街道（国道246号）
- 二子 (川崎市)
- 溝口 (川崎市)
- 高津区
- 橘樹郡
- 大山 (神奈川県)
- 講
- 山岳信仰
- 民家

関連コース
- 二ヶ領用水

### 東海道と大師道
「とうかいどうとだいしみち」、1983年（昭和58年）設定。
ルート総合案内は旧東海道沿い・砂子付近に設置されている。
1. 川崎宿と明治維新
2. 宝暦11年の大火
3. 新宿という町
4. 六郷の渡しと旅籠街
5. 長十郎梨のふるさと
6. 万年横丁から大師へ
7. 富士紡績と競馬場
8. レコード製造の始まり - 日本コロムビア
9. 消えた地名、久根崎
10. 医王寺と二つの伝説
11. “槌音”から近代工場へ
12. 運河と水門と港町
13. 大師道・観音道
14. 工場進出と鈴木商店 - 味の素（旧鈴木商店）
15. 東日本最初の電車 - 京急大師線（旧大師電気鉄道）
16. 花見橋と大師新道
17. 川崎大師と海苔づくり
18. 鬼を祀る千蔵寺
19. 小戸呂橋

関連項目
- 東海道
- 川崎宿
- 川崎区

### 中原街道
「なかはらかいどう」、1984年（昭和59年）設定。
ルート総合案内は武蔵中原駅前に設置されている。
1. 丸子の渡し場あたり
2. 旧名主家と長屋門
3. 明治の醤油づくり
4. 小杉御殿と「カギ」の道
5. 小杉御殿の御主殿跡
6. 小杉陣屋と次大夫
7. 御蔵稲荷と多摩川
8. 西明寺と小杉学舎
9. 小杉駅と供養塔
10. 庚申塔と大師道
11. 小杉十字路
12. 二ヶ領用水と神地橋
13. 泉沢寺と門前市
14. 旧中原村役場跡
15. 木月堀と「くらやみ」
16. 街道と地蔵尊
17. 南武線の歴史
18. 中原街道

関連項目
- 中原街道（神奈川県道45号丸子中山茅ヶ崎線）
- 脇往還
- 小泉次大夫
- 徳川家康
- 中原区
- 武蔵中原駅
- 武蔵小杉駅
- 南武線
- 多摩川
- 二ヶ領用水
- 等々力緑地

関連コース
- 二ヶ領用水
- 橘樹郡家と影向寺

### 津久井道と枡形城址
「つくいみちとますかたじょうし」、1985年（昭和60年）設定。
ルート総合案内は登戸駅前に設置されている。
1. 登戸の渡しと水道橋 - 多摩水道橋
2. 石屋と石屋河岸
3. 北向地蔵と馬頭観音
4. 登戸宿と柏屋
5. 供養塔と水争い
6. 登戸の下駄づくり
7. 稲荷社と左官職人
8. 光明院と太子堂
9. 丸山教本庁の文学碑
10. 多摩川の筏流し
11. 二ヶ領用水と小泉橋
12. 五反田節と紀伊国屋
13. 大道橋と「そくざし」
14. くらやみ坂
15. 広福寺と稲毛三郎
16. 天神社と韋駄天
17. 戸隠不動と自然探勝路 - 生田緑地、戸隠神社
18. 枡形城址と多摩丘陵

関連項目
- 津久井道
- 生田緑地（桝形山・城址）
- 枡形城
- 橘樹郡
- 登戸駅
- 多摩区
- 五反田川

関連コース
- 二ヶ領用水

### 二ヶ領用水
「にかりょうようすい」、1987年（昭和62年）設定。
1. 稲田堤の桜
2. 中野島取水口 - 上河原堰
3. 大丸用水
4. 紺屋前の堰
5. 登戸付近の紙漉き
6. 二ヶ領用水と小泉橋
7. 榎戸の堰
8. 川崎の地酒
9. 長尾の天然水
10. 宿河原取り入れ口
11. 宿河原の桜並木
12. 久地合流点
13. 鷹匠橋
14. 久地の横土手
15. 久地円筒分水
16. 溝口・二子宿の問屋跡
17. 二ヶ領用水と大石橋
18. 雁追橋
19. 南田の堰
20. 石橋供養塔
21. 八ツ目土と水道水源地
22. 高元寺と寺子屋
23. 二ヶ領用水と神地橋
24. 小杉陣屋と次大夫
25. 渋川と水車

関連項目
- 二ヶ領用水
- 小泉次大夫
- 多摩川
- 久地

関連コース
- 津久井道と枡形城址
- 大山街道
- 中原街道

### 夢見ヶ崎と鹿島田

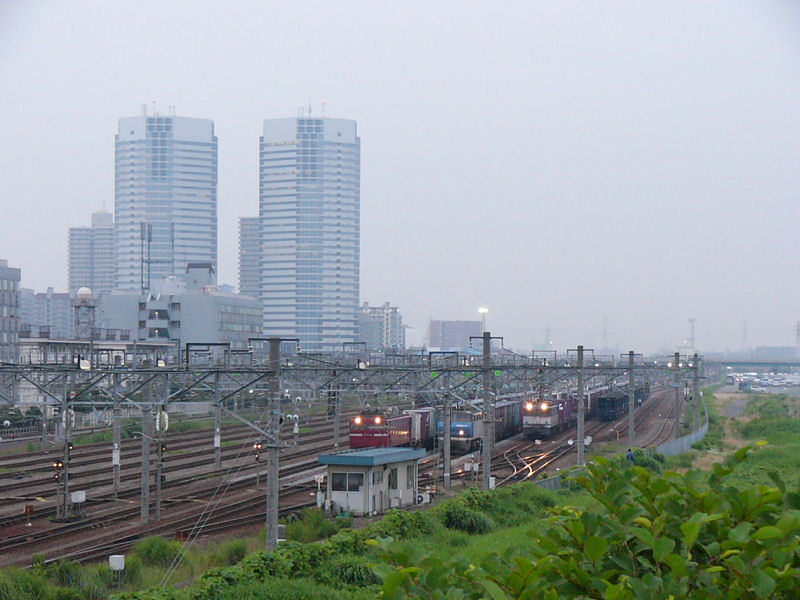
新鶴見操車場跡。現在は機関区・信号場および新川崎駅となっており、多くの列車が通過する。（2004年6月17日撮影）

「ゆめみがさきとかしまだ」、1990年（平成2年）設定。
ルート総合案内は鹿島田駅前に設置されている。
1. 大師堀 - 二ヶ領用水
2. わが国最初の工業用水
3. 称名寺と置赤穂浪士の隠れ家
4. 御嶽神社と塚越
5. 東明寺と酒造りの絵馬
6. 古川の石井家と長屋門
7. 市内最初の近代水道
8. 鹿島田と鹿島大神
9. 新鶴見操車場
10. 小倉のトマトソース工場
11. 無量院と小倉池の伝説
12. 小倉用水
13. 南加瀬貝塚
14. 夢見ヶ崎古墳群（加瀬台古墳群）
15. 了源寺と五兵衛の墓
16. 夢見ヶ崎と太田道灌 - 夢見ヶ崎動物公園
17. 寿福寺と力石
18. 秋草文壺

関連項目
- 南加瀬#施設
- 幸区
- 中原区
- 鹿島田駅

### 王禅寺
「おうぜんじ」、1992年（平成4年）設定。
ルート総合案内は柿生駅前に設置されている。
- 寛政11年の題目塔とお召講
- 柿生トンネル跡 - 切通し
- 真福寺跡
- 白山神社
- 籠口の池と白蛇伝説
- 麻生不動院とダルマ市
- 下麻生学校と青戸四郎右衛門
- 等海上人と禅寺丸柿
- 稲荷森稲荷社
- 新明社
- 石橋供養塔と高札場
- 琴平神社
- 比川社
- 化粧面谷公園とお江与の方
- 星宿山王禅寺 - 禅、律宗、真言密教、称名寺 (横浜市)
- 山王社
- 村境の石仏群 - 地蔵菩薩、庚申塔、地神塔、馬頭観音

関連項目
- 麻生区
- 柿生駅
- 多摩丘陵
- 谷戸

### 稲毛の丘
「いなげのおか」、1999年（平成11年）設定。
宮前南廻りルート
総合案内が宮崎台駅前に設置されている。
1. 泉福寺の花供養 - 薬師如来
2. 馬絹の花づくり
3. 三ツ又の庚申様 - 庚申#庚申講、大山街道
4. 有馬不動尊の護摩炊き
5. 野菜畑から植木畑へ
6. 有馬の梨づくり
7. 影取大蛇の伝説

北廻りルート
総合案内および個別のガイドパネルは設置されていない。
1. 妙楽寺と大師穴
2. 長尾神社のマトー
3. 五所塚（「境」信仰）
4. 神木山等覚院（不動尊の巡行）
5. 下原遺跡と東高根森林公園
6. 東泉寺と稲毛西国三十三ヶ所札所 - 巡礼、西国三十三箇所
7. 白幡八幡大神
8. 初山の獅子舞 - 菅生神社
9. しばられ松

関連項目
- 東高根森林公園
- 旧向ヶ丘遊園
- 生田緑地
- 平瀬川
- 宮前区
- 多摩丘陵

### 橘樹郡家と影向寺
「たちばなぐうけとようごうじ」、2004年（平成16年）設定。
2006年（平成18年）5月現在、ルート総合案内および各ガイドパネルは設置されていない。
本編はほぼ時系列順に編纂されており、関連拠点に現存する遺跡や文化財などから橘樹郡（現在の川崎市域の大部分が含まれ、郡衙が宮前区野川の影向寺付近に置かれていたと推定されている）成立以前から現代に至るまでの歴史的経緯を辿ることに主眼を置いた構成になっている。
時系列順

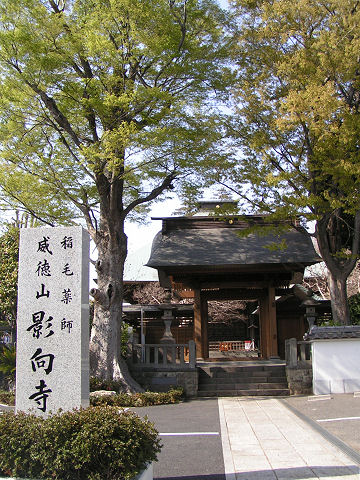
影向寺では仏教伝来直後の7世紀後期まで遡る遺跡が見つかっている（2005年4月9日撮影）

- 子母口貝塚と富士見台古墳 - 縄文時代、ヤマトタケル
- 馬絹古墳 - 古墳時代
- 橘樹郡家の発掘 - 郡、律令制
- 影向寺の創建 - 飛鳥時代
- 創建時代の金堂と本尊
- 防人の歌 - 万葉集
- 薬師如来坐像 - 平安時代
- 中世の影向寺 - 鎌倉時代
- 妙法寺の板碑 - 荘園、武蔵七党
- 能満寺の虚空蔵菩薩立像 - 鎌倉時代
- 能満寺の聖観音菩薩立像 - 平安時代
- 権六谷戸の伝承
- 影向寺本堂 - 密教
- 久末の義民地蔵尊 - 戦国時代
- 橘樹の消滅と宮前区の誕生

関連拠点
- 馬絹古墳
- 妙法寺
- 権六谷戸
- 蟻山坂
- 野川神明社
- 影向寺
- 能満寺
- 富士見台古墳
- 橘樹神社
- 蓮乗院
- 子母口貝塚
- 円融寺

関連項目
- 橘樹郡
- 宮前区
- 高津区

関連コース
- 中原街道

外部リンク
- かわさきの文化財（川崎市教育委員会文化財課）